# 노이하우젠 암 라인팔
노이하우젠 암 라인팔(독일어: Neuhausen am Rheinfall)(때로는 Neuhausen a. Rhf.로 약칭, 1938년까지 노이하우젠이라고 불림)은 스위스 샤프하우젠주의 도시이자 시정촌이다.
이 도시는 관광 명소이자 유럽 본토에서 가장 큰 폭포인 라인 폭포와 가깝다.

## 역사
노이하우젠 암 라인팔은 900/910에서 Niuhusen으로 처음 언급되었다. 1253년에 그것은 Niuwenhusin으로 언급되었다.

## 지리

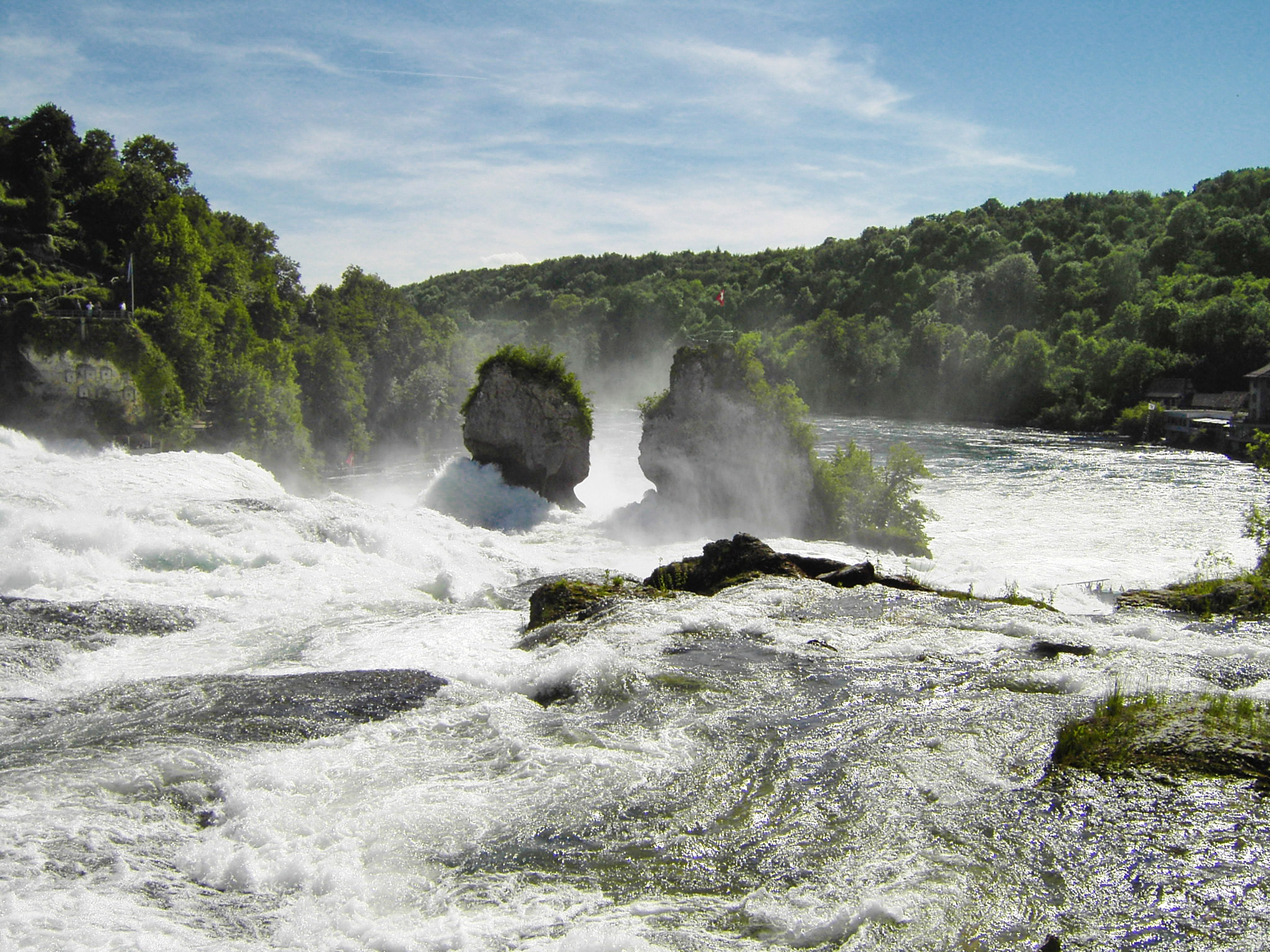
노이하우젠의 라인 폭포

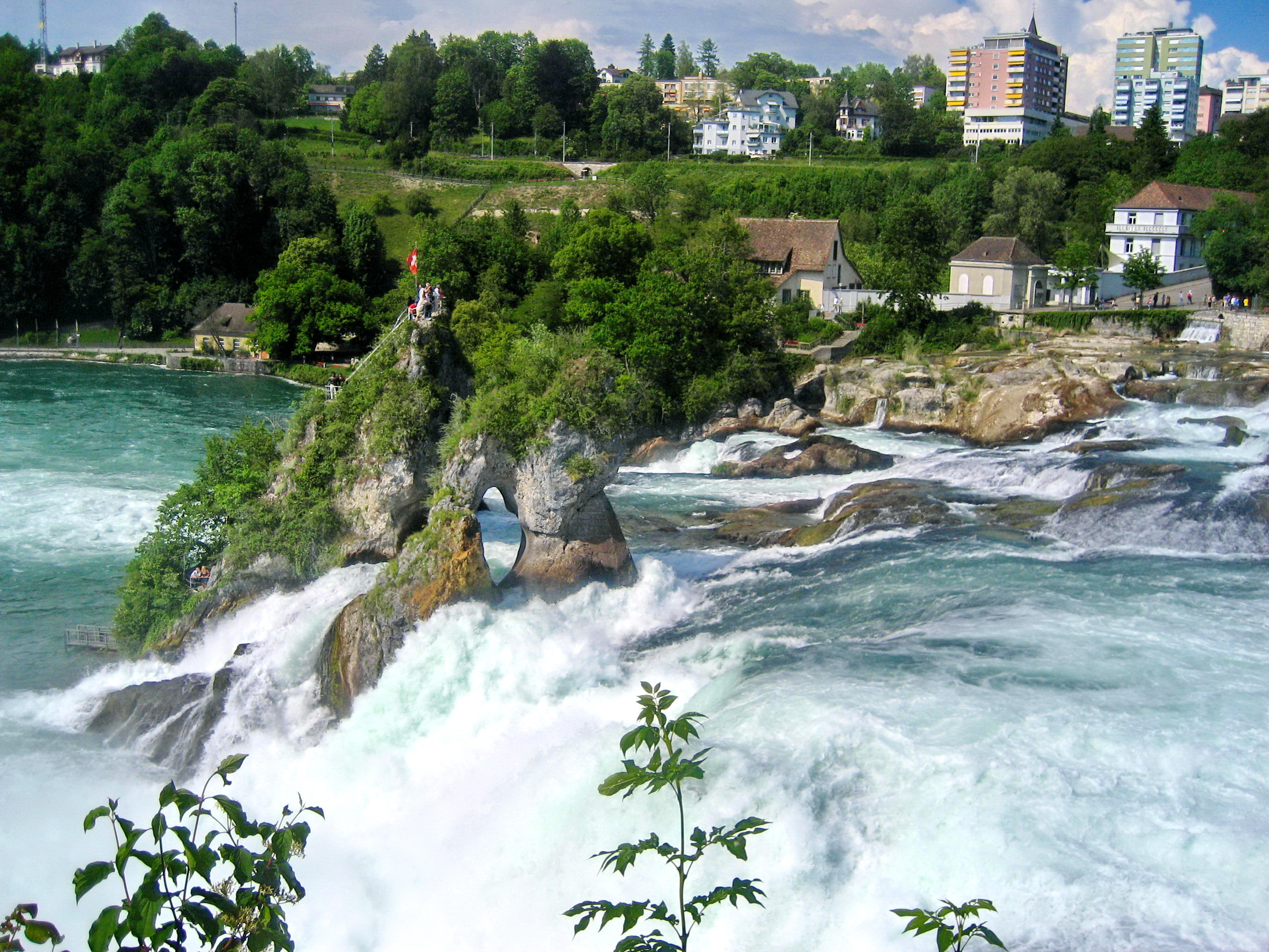
라인 폭포에서 본 노이하우젠

노이하우젠 암 라인팔의 면적은 2006년 기준으로 8.1k㎡이다. 이 지역의 14.5%는 농업용으로 사용되며 51.3%는 산림이다. 나머지 토지 중 30.9%는 정착지(건물 또는 도로)이고 나머지(3.2%)는 비생산적(강 또는 호수)이다.
시정촌은 샤프하우젠 지구에 있다. 라인 폭포 근처 란덴 산맥 남쪽 기슭에 있는 하우펜도르프 마을(중앙 광장 주변에 세워진 불규칙하고 계획되지 않은 매우 밀집된 마을)이었다. 오늘날은 산업 도시이다. 샤프하우젠 시의 남서쪽 경계에 위치하고 있다. 1938년까지 노이하우젠 암 라인팔은 노이하우젠으로 알려졌었다.
이웃 지자체는 Laufen-Uhwiesen, Flurlingen, Feuerthalen, Schaffhausen, Beringen, Guntmadingen 및 독일 지자체 예스테튼이며, Zollstrasse를 따라 마을의 남서쪽으로 국경을 건너고 있다.

## 인구통계
2008년 기준, 노이하우젠 암 라인팔의 인구는 10,080명이며, 그중 35.1%가 외국인이다. 2008년 기준, 외국인 인구 중 독일 16.1%, 이탈리아 16.2%, 크로아티아 5.3%, 세르비아 20.3%, 마케도니아 13.1%, 터키 6.5%, 22.5% 다른 나라에서 왔다. 지난 10년 동안 인구는 -3.6%의 비율로 감소했다. 2000년 기준, 인구 대부분은 독일어(81.2%)를 사용하며, 이탈리아어가 두 번째로 많이 사용(4.3%)하고, 세르보-크로아티아어가 세 번째(4.3%)이다.
인구의 연령분포(2008년 기준)는 아동·청소년(0~19세)이 전체 인구의 17.4%, 성인(20~64세)이 59.8%, 노인(64세 이상)이 ) 22.7%를 차지한다.
2007년 연방 선거에서 가장 인기 있는 정당은 36.3%의 득표율을 기록한 사회민주당이었다. 다음으로 가장 인기 있는 두 정당은 자유민주당 (33.3%)과 스위스인민당 (30.5%)이었다.
노이하우젠 암 라인팔에서는 인구의 약 64.1%(25-64세 사이)가 비필수 고등교육 또는 추가 고등교육(대학 또는 응용학문대학)을 완료했다. 노이하우젠 암 라인팔에서는 2007년 기준으로 인구의 1.63%가 유치원 또는 다른 유치원에 다니고, 6.05%가 초등학교에, 2.62%가 하위 중등학교에, 2.49%가 상위 중등학교에 다니고 있다.
2000년 기준으로 인구의 27.3%가 로마 가톨릭 교회에 속해 있고 37.8%가 스위스 개혁 교회에 속해 있다.
역사적 인구는 다음 표에 나와 있다.
| 년도     | 인구    |
| -------- | ------- |
| 1524     | 12 가구 |
| 1800년경 | 206     |
| 1850     | 922     |
| 1888     | 2,023   |
| 1900     | 3,905   |
| 1950     | 7,969   |
| 1970     | 12,103  |
| 2000     | 9,959   |

## 경제

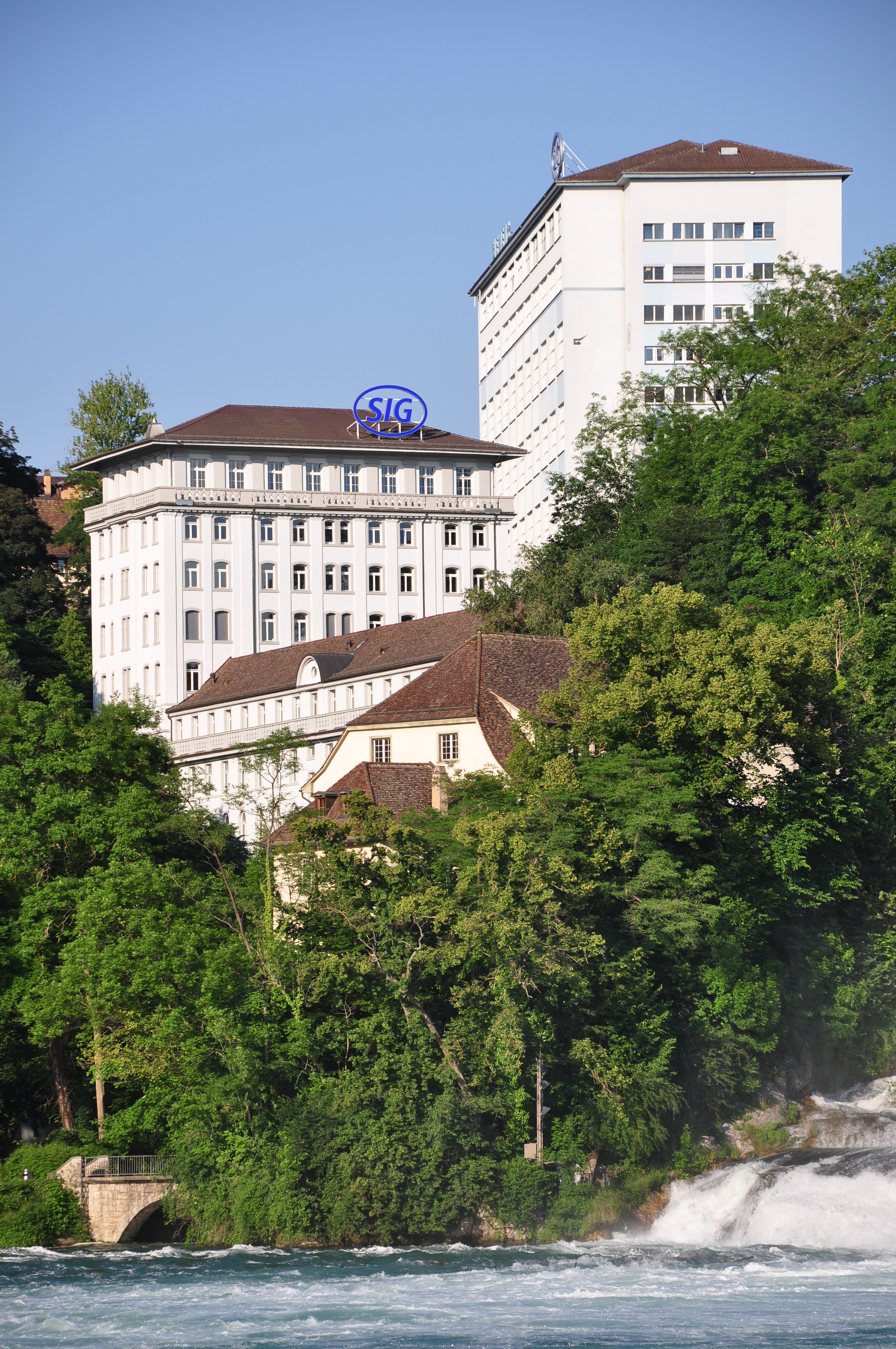
노이하우젠의 SIG 본사

노이하우젠 암 라인팔의 실업률은 3.25%이다. 2005년 현재 1차 경제 부문에 39명이 고용되어 있고, 이 부문에 약 9개 기업이 참여하고 있다. 1,664명이 2차 부문에 고용되어 있고, 이 부문에 112개의 기업이 있다. 3,082명이 3차 부문에 고용되어 있으며, 이 부문에는 405개의 기업이 있다.
2008년 중반기 평균 실업률은 2.8%였다. 지자체에는 509개의 비농업 기업이 있었고, (비농업) 인구의 37.7%가 경제의 2차 부문에 참여하고, 62.3%가 3차 부문에 참여했다. 동시에 노동인구의 73.5%가 상근직이고, 26.5%가 시간제 고용이다. 5,313명의 지자체 거주자가 일부 용량으로 고용되었으며, 그중 여성이 노동력의 41.9%를 차지했다. 2000년 기준으로 1,428명의 거주자가 지자체에서 일했고, 3,077명의 주민이 노이하우젠 암 라인폴 외곽에서 일했으며 2405명이 일을 위해 지방 자치 단체로 통근했다.
2008년 현재 26개의 레스토랑과 112개의 침대를 갖춘 3개의 호텔이 있다. 노이하우젠 암 라인팔의 환대 산업에는 185명의 직원이 있다.
노이하우젠에는 여러 제조 회사가 있다. 가장 잘 알려진 회사는 AGM AG뮐러의 카드 회사, 면모 공장 IVF 하트만  AG, 포장 회사 Schweizerische Industrie Gesellschaft (SIG) 및 현재 알칸 그룹의 일부가 된 이전 Alusuisse 공장이다.

## 교통
노이하우젠 암 라인팔 시정촌에는 세 개의 기차역이 있다.
- 노이하우젠역은 취리히 S-반 노선 S9, S24, S33과 샤프하우젠 S-반에서 S-반으로 운행된다.
- 노이하우젠 라인팔역은 취리히 S-반 노선 S9와 예스테텐과 샤프하우젠 사이의 샤프하우젠 S-반으로 운행된다.
- 노이하우젠 바디셔역은 도이치반의 하이라인 철도의 기차로 운행된다.

## 문화유산

### 뷔르트성
뷔르트성은 문자 그대로 ‘강의 섬’을 의미하는 Werd로 알려졌던 라인 폭포의 물로 씻겨진 작은 섬의 위치에서 그 이름을 얻었다. 뷔르트는 서기 13세기에 처음 언급되었으며, 19세기 중반까지 콘스탄스 호수와 바젤에서 이어지는 동서무역로의 주요 환적 지점으로 사용되었으며, 라인 폭포에 의해 중단되었다. 철도가 건설되었을 때 수로의 중요성은 사라졌고, 샤프하우젠 주는 1835/36년에 건물을 레스토랑으로 재건했다.

### 국가중요문화재
Charlottenweg 2의 Villa Charlottenfels 주택은 국가적으로 중요한 스위스 문화유산으로 지정되어 있다. Villa Charlottenfels는 1850-54년에 르네상스 건축 양식의 성 같은 건물로 지어졌다. 원래 공장을 수용하기 위해 지어진 이 아파트는 지붕이 있는 아케이드와 정자가 있는 넓은 테라스를 갖추고 있다. 남쪽 파빌리온에는 스위스 역사를 테마로 한 한스 벤델의 벽화가 있다.